# Louis Jolyon West
Pour les articles homonymes, voir West.
Louis Jolyon West né à Brooklyn (New York) le 6 octobre 1924 et décédé le 2 janvier 1999 à Los Angeles est un psychiatre américain, militant des droits civiques et expert des questions de manipulation mentale, de la torture, et de consommation de stupéfiants.

## Biographie
Ses parents sont des immigrants juifs russes. Il grandit à New York, dans le Wisconsin. Bien que très modestes, ses parents le poussent à faire des études, qu'il mène jusqu'à l'université du Wisconsin. Peu après s'y être inscrit, il se porte volontaire dans l'armée américaine pour combattre le fascisme. Il fréquente l'université de l'Iowa et est diplômé de la faculté de médecine de l'université du Minnesota en 1948.
Alors qu'il est interne de la clinique psychiatrique Payne Whitney, il s'intéresse au livre La Dianétique, de L. Ron. Hubbard et conclut que les méthodes de la scientologie sont une forme d'hypnose. Son ami J.A. Winters lui présente Hubbard, mais ce n'est pas une rencontre inoubliable « je m'intéressais plus à la technique de l'audition [...] avec son décompte de sept à zéro, répété jusqu'à ce que l'audité entre en transe ». West écrit alors sur l'Église de Scientologie qu'il présente comme néfaste. 
Pendant cinq ans, il est chef du service psychiatrique de la base de l'US Air Force de Lackland au Texas. C'est durant cette période qu'il participe à l'évaluation psychologique de Jimmy Shaver, accusé du viol et du meurtre d'une fillette de 3 ans, Chere Jo Horton.
Il y observe les vétérans américains ayant subi la torture et ce qui est alors appelé lavage de cerveau pendant leur détention en Corée. Il devient alors expert de la manipulation mentale et c'est à ce titre qu'il témoigne au procès de Patricia Hearst.
West établit que les membres de sectes, comme les victimes de kidnappings, sont guidés par ce qu'il appelle les « trois D » : debility (abrutissement), dread (peur) et dependence (dépendance). En effet, l'inactivité, la perte de sommeil et les violences abrutissent le sujet. Il vit par ailleurs dans la peur de menaces (contre lui ou sa famille) et il est, enfin, complètement dépendant de ceux qui le détiennent pour tout : information, nourriture, sécurité, jusqu'à sa propre vie.
À l'âge de 29 ans, West devient le plus jeune titulaire d'une chaire de psychiatrie aux États-Unis lorsqu'on lui offre un poste à la faculté de médecine de l'Oklahoma. Il prend la tête de l'institut de neuropsychiatrie de l'UCLA en 1969. Il s'intéresse à l'alcoolisme, aux drogues hallucinogènes, à la privation de sommeil, à la violence, aux sectes et à la culture hippie.
Militant des droits civiques, il est le premier psychiatre blanc à témoigner pour des prisonniers noirs en Afrique du Sud pendant l'Apartheid. Membre de la White House Conference on Civil Rights en 1966, il milite aussi activement contre la peine de mort.
Louis West n'a jamais cédé aux menaces. Lorsque quelqu'un menace de sanctions ou de poursuites les intervenants d'un colloque consacré aux sectes qui oseraient mentionner l'Église de Scientologie, West est le seul à ne pas céder : « J'ai dit à mes collègues qu'ils devaient savoir que je considère la scientologie comme une secte et L. Ron Hubbard comme un escroc et un imposteur. Je n'allais pas les laisser m'intimider » (Psychiatric Times, 1991)

## Publications
- Alcohol and Related Problems: Issues for the American Public, The American Assembly, Columbia University, Prentice-Hall, Inc., Englewood Cliffs, NJ, 1984
- Cult Phenomenon - Mental Health, Legal and Religious Implications conférences de Louis West
- Scientology II: CCHR and Narconon, "The Southern California Psychiatrist," mai 1991
- Scientology III: Scientology and Front Groups, "The Southern California Psychiatrist", octobre 1991
- Pseudo-Identity and the Treatment of Personality Change in Victims of Captivity and Cults, de Dissociation: Clinical and heoretical Perspectives. 1994
- Drug Testing : Issues and Options, 1991
- Brainwashing conditioning and DDD (debility, dependency, and dread), 1956, avec I.E. Farber et H. F Marlow.
- Cults, quacks and nonprofessional psychotherapies (avec M.T. Singer), 1980, dans Comprehensive textbook of psychiatry III. Baltimore: Williams & Willtens.